# Luiz Carlos Tavares Franco
Luiz Carlos Tavares Franco, mais conhecido como Caio (Rio de Janeiro, 16 de março de 1955 — São Luís, 12 de fevereiro de 2019), foi um futebolista e treinador de futebol brasileiro.
Caio jogou por alguns clubes brasileiros, entretanto, acabou se destacando no Grêmio, em que conquistou os maiores títulos da sua carreira: a Copa Europeia/Sul-Americana de 1983 (Mundial de clubes) e a Taça Libertadores da América de 1983, sendo um dos vinte maiores goleadores da história do Grêmio, com 48 gols. É de sua autoria um dos gols mais importantes da história do Grêmio, o que abriu a vitória por 2–1 sobre o Peñarol na final da Libertadores de 1983.

## Morte
Morreu em fevereiro de 2019, depois de amputar as suas duas pernas em razão de uma trombose.

## Títulos
Grêmio
- Copa Intercontinental: 1983
- Copa Libertadores da América: 1983[4]